# Stiftung der Deutschen Wirtschaft
Die Stiftung der Deutschen Wirtschaft (sdw) gGmbH mit Sitz in Berlin wurde 1994 gegründet und fördert als eine der größten Bildungsinstitutionen des Landes bundesweit über 4.500 junge Menschen. Unter dem Motto „Wir stiften Chancen!“ engagiert sie sich mit Bildungsangeboten für Schüler, Auszubildende, Studierende, Promovierende und junge Berufstätige. Ihr Ziel ist es, junge Menschen an den entscheidenden Stellen der Bildungskette zu fördern und ihnen bestmögliche Voraussetzungen für einen erfolgreichen Bildungs- und Berufsweg – unabhängig von ihrer sozialen Herkunft – zu ermöglichen.

## Organisationsstruktur
Die Stiftung der Deutschen Wirtschaft ist seit 2003 als Holding strukturiert. Der Verein Stiftung der Deutschen Wirtschaft e. V. wurde 2012 in die Stiftung der Deutschen Wirtschaft sdw (gGmbH) umgewandelt. Die einzige Gesellschafterin der sdw gGmbH ist die unabhängige Stiftung (bR). Vorstandsvorsitzender der sdw bR ist seit 2023 BDA-Präsident Rainer Dulger. Stellvertretende Vorsitzende sind Sven Murmann und Oliver Barta. Innerhalb dieser Struktur der sdw bR gibt es zwei nichtrechtsfähige Stiftungen: die Stiftung Studienförderwerk Klaus Murmann und die Förderstiftung Hannelore Murmann.
Die Hauptförderer der sdw sind vor allem andere Stiftungen, Unternehmen, Arbeitgeberverbände und Bundesministerien (Bundesministerium für Bildung und Forschung, Bundesministerium für Familie, Senioren, Frauen und Jugend).

## Förderprogramme
Im Studienförderwerk Klaus Murmann fördert die sdw leistungsstarke und gesellschaftlich engagierte Studierende und Promovierende aller Fachrichtungen und Hochschularten. Sie erhalten Stipendien aus Mitteln des Bundesministeriums für Bildung und Forschung (BMBF) und nehmen an einem Seminarprogramm teil, das in Kooperation mit Vertretern aus dem Netzwerk der sdw angeboten wird. Besondere Zusatzangebote richten sich an Lehramtsstudierende (Studienkolleg), Studierende der Kindheitspädagogik (NicK – Nachwuchsinitiative chancengerechte Kitas), MINT-Studierende in NRW (Hans Hermann Voss-Stipendium), medien- und wirtschaftsaffine Studierende (markt. medien. machen) sowie Gründungsinteressierte (Start-up-Werkstatt).
Neben den Stipendienprogrammen für Studierende und Promovierende setzt die sdw auch verschiedene Förderprogramme für Schülerinnen und Schüler um. Hier gibt es Angebote für Schülerinnen und Schüler der Sekundarstufe I am Übergang Schule/Ausbildung (Zeig, was Du kannst!) sowie Initiativen zur Studien- und Berufsorientierung für Schülerinnen und Schüler der Sekundarstufe II (Studienkompass, Entrepreneurship Talent Academy, Lehramt Mintoring, Zukunft Lehramt).
Die Programme Hans Weisser Stipendium, TaLea – Tandem Leadership for Learning und TidA – das Stipendium für Talente in der Ausbildung richten sich an Young Professionals bzw. Auszubildende; das Informations- und Beratungsangebot Stipendienkompass bietet Orientierung in der deutschen Stipendienlandschaft, zeigt Stipendienmöglichkeiten auf und informiert über Auswahlkriterien und Bewerbungsverfahren.